# Râul Cremenița
Râul Cremenița este un curs de apă, afluent al râului Răchita. 